# União Desportiva de Chamusca
A União Desportiva de Chamusca é um clube de futebol português, localizado na vila da Chamusca, distrito de Santarém. O clube foi fundado em 1989 e o seu presidente atual chama-se Fernando Rosa Milheiro.
O seu campo de jogos é Campo Municipal da Chamusca.

## Ligas
- 2005-2006 - 1º divisão distrital da Associação de Futebol de Santarém (13º lugar)
- 2012-13 - 2ª Divisão Distrital - campeão[1]